# 遠藤為春
遠藤 為春（えんどう いしゅん、明治14年（1881年）10月26日 - 昭和44年（1969年）2月6日）は、日本の歌舞伎研究家。

## 来歴
東京市日本橋馬喰町出身。東京高等商業学校（現・一橋大学）卒業。1908年三菱銀行入行。1911年歌舞伎座入社。
1914年には自宅の庭にあった演舞館を三渓園の入口に移築し、横浜演舞館とした。
家業の柏木運送店専務を務めた他、1915年松竹理事。1937年松竹取締役。
第二次世界大戦後は、松竹演劇部相談役や新橋演舞場常務などを務めた。また、評論、随筆などを執筆した。
1964年藍綬褒章受章。1968年勲四等瑞宝章受章。1969年死去。一乗寺で葬儀が行われた。本名は弥市。幼名道太郎。

## 親族
実家は日本橋馬喰町の旅館山城屋。妻の貞子は、第二期歌舞伎座建設を指揮した横浜の運送業者柏木多七の娘。

## 共著
- 『助六由縁江戸桜の型』劇文社 1925年
- 『名優当り芸芝居の型』クレス出版 1997年
- 『歌舞伎座を彩った名優たち : 遠藤為春座談』雄山閣 2010年